# Agnieszka Szuchnicka
Agnieszka Szuchnicka (ur. 11 lutego 1968 w Gdańsku  w Gdańsku) – polska zawodniczka uprawiająca szermierkę, olimpijka z Barcelony 1992. Florecistka, zawodniczka AZS-AWFiS Gdańsk. 

## Kariera sportowa
Uczestniczka mistrzostw świata w roku 1991.
Na igrzyskach wystartowała w turnieju drużynowym (partnerkami były: Monika Maciejewska, Anna Sobczak, Barbara Szewczyk, Katarzyna Felusiak). Polska drużyna zajęła 8. miejsce.
Starsza siostra Wojciecha Szuchnickiego.